# Hauteroda
Hauteroda es una localidad del municipio alemán de An der Schmücke, en el distrito de Kyffhäuser, en el estado federado de Turingia (Alemania), a una altitud de 180 metros. Su población a finales de 2016 era de unos 500 habitantes.
Se ubica en un área separada del término municipal al este de la ciudad, separado del resto de An der Schmücke por el término municipal de Oberheldrungen.
Aunque podría aparecer en un documento de 1362, la primera mención documental clara de la localidad está en un registro de préstamos de 1448. Fue municipio hasta el 1 de enero de 2019, cuando se integró en el territorio de la ciudad de An der Schmücke.